# Ualabi rupestre de Mareeba
El ualabi rupestre de Mareeba (Petrogale mareeba) és una espècie de ualabi rupestre que viu al nord-est de Queensland (Austràlia). És membre d'un grup de set espècies relacionades molt estretament que també inclouen, entre d'altres, el ualabi rupestre del Cap York (P. coenensis), el ualabi rupestre desguarnit (P. inornata) i el ualabi rupestre de l'illa Great Palm (P. assimilis).
El ualabi rupestre de Mareeba viu als altiplans a l'oest de Cairns, des de prop del mont Garnet fins al riu Mitchell i el mont Carbine i terra endins fins a Mungana.